# Suizei
Suizei (japonsky 綏靖天皇, Suizei tennó; 632 př. n. l. – 549 př. n. l.) je v pořadí druhým japonským císařem na tradičním seznamu vládců Země vycházejícího slunce. Není však historicky doložen. 
K tomuto císaři se nedají připojit žádná konkrétnější data. Jeho doba vlády a života se datuje podle japonské tradice. Historiky je označován jako legendární císař. Je prvním v řadě osmi císařů, k nimž se nepojí žádná legenda. Historikové vždy doufali, že se jim alespoň podaří objevit jeho hrobku, v poslední době to vypadá ale tak, že císař se jménem Suizei nikdy neexistoval.
Suizei měl být údajně synem císaře Džimmua. Jeho jméno se dá přeložit jako „šťastný zdravý mír“.